# Palazzo della Compagnia di Assicurazione di Milano
Il Palazzo della Compagnia di Assicurazione di Milano  è un edificio del centro di Milano, sito in via del Lauro 5/7, ad uso uffici.

## Storia
Nel 1958 la vecchia Casa della Milano in via del Lauro 7, che sin dalla fondazione (1846) della Compagnia di Assicurazione di Milano ne ospitava gli uffici era divenuta troppo angusta. Non volendo spostare la sede dalla sua storica posizione nel centro finanziario di Milano, il Consiglio di Amministrazione della Compagnia decise di procedere all'acquisto di alcune vecchie case di via Broletto e di via dei Bossi 4, così da allargare l'area di proprietà per realizzarvi una nuova, più ampia e moderna sede. Stabilì, inoltre, che nella nuova costruzione dovessero essere riportati, in ambienti atti a raccoglierli, gli affreschi, le sinopie e i soffitti tolti dalla vecchia sede.
Il progetto fu affidato agli architetti Eugenio ed Ermenegildo Soncini, che realizzarono l'opera tra il 1958 e il 1965. Il progetto non si limitò alla sola sede della Compagnia di Assicurazione di Milano (a cui questa voce è dedicata), ma interessò, con il restauro o la realizzazione di nuovi edifici, tutta l'area di proprietà della Compagnia tra le via del Lauro, Broletto e dei Bossi.

## Caratteristiche
I progettisti si assunsero il compito di risolvere il problema, grave ma non antitetico, di ottenere la funzionalità del nuovo edificio, nel rispetto del passato; un vincolo che era posto non solo dalla committente (ambientare gli antichi affreschi), ma anche dalla Soprintendenza che voleva mantenere il carattere di via del Lauro, su cui sorgono palazzi monumentali. Il vincolo divenne ancor ancor più cogente quando, durante gli scavi, emersero vestigia della città preromana e romana. Risolsero il problema mantenendo la facciata su via del Lauro coerente con l'ambiente della antica via e realizzando un gradevole passaggio dall'architettura (quasi) neoclassica di questa alla razionalità dell'edificio centrale con un accorto disegno del grande atrio di ingresso.

### Il sistema spaziale
Da via del Lauro 7, l'accesso avviene attraverso un grande atrio classico, che si apre sul giardino, al centro del quale sorge l'edificio-torre centrale, alto più di 30 metri. Dall'atrio a sinistra si accede agli Uffici dell'Agenzia, che continuano su altri due piani; a destra, per un grande scalone a sbalzo,  si sale al primo piano, dove, sopra l'atrio, si trovano i ai locali per le assemblee e le riunioni. Qui sono stati ricostruiti un atrio-corridoio e due antiche sale della vecchia Casa della Milano, pregevoli per i grandi affreschi e i soffitti a cassettoni.
L'edificio a torre consta di otto piani, più due sotterranei. Due sono gli ingressi: il primo al piano terreno; il secondo, il principale, al primo. Quest'ultimo si apre su un piazzale, aperto verso la via Broletto, a cui si giunge mediante due rampe che fiancheggiano i lati minori della torre. I primi sei piani sono destinati agli uffici, il settimo alla Presidenza; al centro di questo si trova la Sala del Consiglio, con un soffitto a volta su cui è riportato l'affresco della vecchia sala consigliare.
Da via del Lauro 5, una rampa in discesa conduce ad un ampio salone sotterraneo che, in parte, serve da autorimessa, in parte conserva alcune parti di muratura di un'aula absidata risalente al II secolo e un tratto della prima cinta di mura della Milano romana.

### La struttura della torre
Per realizzare un edificio ad uffici che rispondesse a concetti di flessibilità, trasparenza e comfort di uffici moderni, si è adottata una soluzione a corpo semplice, con una struttura a telaio, parzialmente precompressa per ridurre la sezione dei pilastri e arretrata rispetto alla facciata. L'arretramento ha permesso la realizzazione di una facciata continua (curtain-wall), la cui modulazione è svincolata dalle strutture ed è pertanto libera di rispondere alle necessità distributive interne.

### Il sistema tecnologico e impiantistico della torre
Nessun pilastro rompe la continuità della facciata di metallo e cristalli Parsol, con serramenti a bilico e tende alla veneziana in alluminio ossidato, che, come nel Palazzo Galbani, non sono visibili dall'esterno. Si è così resa immutabile l'immagine esterna della torre, nei suoi giochi di riflessi, evitando il disordine che sarebbe stato generato dalla differente posizione delle veneziane, se esse fossero state visibili. I sottofinestra sono ciechi, ma essendo rivestiti all'esterno di cristallo, non sono leggibili in facciata. In essi sono alloggiati i mobiletti condizionatori.  La posta pneumatica, un sistema allora all'avanguardia, serviva tutti i piani.

## Destinazione attuale
Alla fine degli anni ottanta, il palazzo fu venduto a un fondo immobiliare e attualmente ospita uno studio professionale e uffici di alcune società.